# Microsoft Visual J++
Visual J++ es la ahora descontinuada implementación de Microsoft de un IDE para el lenguaje de programación Java. Creado para la plataforma Windows, los programas escritos en J++ pueden correr solo en la MSJVM (Microsoft Virtual Machine for Java, Máquina Virtual Java de Microsoft), que era el intento propietario de Microsoft de un intérprete Java. 
La sintaxis, palabras clave y convenciones gramáticas de  Java eran respetadas. 
Visual J++ fue reemplazado por J#, que era capaz de compilar código Java/J++ al lenguaje intermedio MSIL de la plataforma .NET.
- Datos: Q973097